# بول سبادافورا
بول سبادافورا (بالإنجليزية: Paul Spadafora)‏ مواليد 5 سبتمبر 1975 في بيتسبرغ، الولايات المتحدة، هو ملاكم أمريكي يصنف ضمن فئة وزن الوسط. حقق بطولة الاتحاد الدولي للملاكمة.

## إحصائيات
خاض خلال مسيرته 50 نزالا، فاز في 48 وتعادل في 1 وخسر في 1. فاز بالضربة القاضية في 19 نزالا.

## وصلات خارجية
- بول سبادافورا على موقع بوكس ريك (الإنجليزية) (registration required)

- الموقع الرسمي